# Leesville (Ohio)
Leesville és una població dels Estats Units a l'estat d'Ohio. Segons el cens del 2000 tenia 184 habitants.

## Demografia
Segons el cens del 2000, Leesville tenia 184 habitants, 71 habitatges, i 52 famílies. La densitat de població era de 273,2 habitants/km².
Dels 71 habitatges en un 31% hi vivien nens de menys de 18 anys, en un 62% hi vivien parelles casades, en un 9,9% dones solteres, i en un 25,4% no eren unitats familiars. En el 23,9% dels habitatges hi vivien persones soles el 16,9% de les quals corresponia a persones de 65 anys o més que vivien soles. El nombre mitjà de persones vivint en cada habitatge era de 2,59 i el nombre mitjà de persones que vivien en cada família era de 3,08.
Per edats la població es repartia de la següent manera: un 25,5% tenia menys de 18 anys, un 9,2% entre 18 i 24, un 24,5% entre 25 i 44, un 26,1% de 45 a 60 i un 14,7% 65 anys o més.
L'edat mediana era de 38 anys. Per cada 100 dones de 18 o més anys hi havia 93 homes.
La renda mediana per habitatge era de 33.750 $ i la renda mediana per família de 35.750 $. Els homes tenien una renda mediana de 22.321 $ mentre que les dones 16.125 $. La renda per capita de la població era de 13.351 $. Cap de les famílies i el 0,5% de la població estaven per davall del llindar de pobresa.

## Poblacions més properes
El següent diagrama mostra les poblacions més properes.